# Osamu Taninaka
Osamu Taninaka (Tokyo, 24 settembre 1964) è un ex calciatore giapponese, di ruolo attaccante.